# Terapia de substituição hormonal
Terapia de Substituição Hormonal (TSH em Portugal) ou Terapia de Reposição Hormonal (TRH no Brasil) visa, sobretudo, minimizar ou prevenir as alterações decorrentes do hipoestrogenismo na pós-menopausa, bem como corrigir as disfunções menstruais da pré e perimenopausa, para não ocasionar lesões proliferativas ou hiperplásicas do endométrio, assim como quadros de hemorragia.

## Contra-indicações da TRH
Atualmente há poucas contra-indicações à terapia hormonal na pós-menopausa, já que são muitos os benefícios em relação aos riscos. As contra-indicações podem ser absolutas ou relativas.
Constituem contra-indicações o câncer de mama e do endométrio, meningioma e melanoma; fenômenos tromboembólicos na vigência de contraceptivo hormonal oral ou de hormônios na pós-menopausa; doença hepática ou renal aguda; insuficiência hepática ou renal grave; hipertensão arterial severa e diabete mellitus descompensado.
Também constituem contra-indicações o risco para câncer de mama e de endométrio; doença tromboembólica pregressa; miomas uterinos; endometriose e colelitíase.